# Наумовець Антон Григорович
Анто́н Григо́рович Наумовець (2 січня 1936, с. Рудка, Пінський повіт, Поліське воєводство, Польська Республіка (нині — Пінський район, Берестейська область, Білорусь) — 25 червня 2025) — український фізик, учений у галузі фізичної електроніки і фізики поверхні, професор, доктор фізико-математичних наук, академік НАН України, віце-президент Національної академії наук України. Заслужений діяч науки і техніки України.

## Життєпис
Народився 2 січня 1936 року в учительській родині.

### Київський національний університет імені Тараса Шевченка
У 1952–1957 роках навчався у Київському державному університеті ім. Тараса Шевченка на радіофізичному факультеті, який закінчив з відзнакою.
У 1977–1978 та 1988–2002 роках — професор фізики.
Почесний доктор КНУ ім. Т. Шевченка (2009).

### Інститут фізики НАН України
З 1957 року безперервно працює в Інституті фізики НАН України.
У 1959–1963 роках навчався в аспірантурі під керівництвом члена-кореспондента АН УРСР Моргуліса Н. Д. У 1964 р. захистів кандидатську дисертацію, у 1973 — докторську з фізичної електроніки. Професор з 1984 р.
У 1981–2013 роках очолював відділ фізичної електроніки Інституту фізики НАН України.

### НАН України
З 1990 р. — член-кореспондент, з 1997 р. — академік НАН України.
У 1983–1998 роках — заступник академіка-секретаря Відділення фізики й астрономії НАН України, у 1998–2004 роках — академік-секретар цього Відділення, від 2004 р.  до 2020 р.— віце-президент НАН України. З 2020 р. був членом Президії.

## Наукові напрямки
Основні наукові роботи присвячені атомній структурі і електронно-емісійним властивостям поверхонь, фазовим переходам на поверхнях твердих тіл, поверхневій дифузії, фізичним явищам у системах наночастинок.

## Нагороди та премії
- Державна премія СРСР (1988)
- Заслужений діяч науки і техніки України (11 квітня 1995) — за значний особистий внесок у розвиток наукових досліджень, створення національних наукових шкіл, зміцнення науково-технічного потенціалу України[3]
- Державна премія України в галузі науки і техніки 1997 року — за цикл наукових праць «Процеси переносу заряду і маси та електронні кінетичні явища на поверхнях і у приповерхневих шарах твердих тіл» (у складі колективу)[4]
- Премія ім. В. І. Вернадського фонду «Україна-XXI сторіччя» (2003)
- Орден князя Ярослава Мудрого V ст. (26 листопада 2003) — за визначні особисті заслуги у розвитку вітчизняної науки, зміцнення науково-технічного потенціалу та з нагоди 85-річчя Національної академії наук України[5]
- Премія НАН України імені М. М. Боголюбова (2004)
- Орден князя Ярослава Мудрого IV ст. (16 травня 2007) — за вагомий особистий внесок у розвиток вітчизняної науки, зміцнення науково-технічного потенціалу України, підготовку наукових кадрів, багаторічну плідну наукову діяльність[6]
- Офіцер ордену Академічних пальм (фр. Officier dans l'Ordre des Palmes Academiques) (Франція, 2012)
- Орден князя Ярослава Мудрого III ст. (22 січня 2014) — за значний особистий внесок у соціально-економічний, науково-технічний, культурно-освітній розвиток Української держави, вагомі трудові досягнення, багаторічну сумлінну працю[7]
- Відзнака Президента України — ювілейна медаль «25 років незалежності України» (19 серпня 2016)[8]
- Орден князя Ярослава Мудрого II ст. (21 січня 2020) — за значний особистий внесок у державне будівництво, соціально-економічний, науково-технічний, культурно-освітній розвиток Української держави, вагомі трудові досягнення, багаторічну сумлінну працю[9]

## Наукова діяльність
Закінчивши з відзнакою університет, відразу почав працювати в Інституті фізики НАН України. Тут пройшов шлях від інженера до завідувача відділу — нинішньої посади вченого. Паралельно А. Г. Наумовець займається науково-організаційною роботою в Президії НАН України.
У своїй книжці Ігор Шаров зазначає, що академік Бродін у 1997 р. так характеризував наукову діяльність вченого: «А. Г. Наумовець і його співробітники одними з перших у світі почали систематичні дослідження адсорбційних явищ на поверхнях з відомою атомною структурою — гранях монокристалів, що дозволило з'ясувати особливості взаємодії атомів і молекул на поверхнях, зокрема експериментально обґрунтувати наявність їх далекосяжної взаємодії через електронний газ підкладки. А. Г. Наумовець експериментально виявив явище дрейфу адсорбованих частинок у неоднорідному електричному полі і детально вивчив його закономірності. Цей ефект використовується зараз при так званому атомному монтажі поверхневих структур, коли за допомогою тонкого вістря окремі атоми розміщуються на поверхні за заданою програмою. Спеціалістами в цій галузі роботи А. Г. Наумовця цитуються як класичні. Він також запропонував і вперше виконав дослідження атомної структури адсорбованих плівок при низьких температурах, що дозволило виявити величезний клас довго-періодних двовимірних структур, формування яких зумовлене далекосяжною взаємодією. А. Г. Наумовець вперше спостерігав двовимірну конденсацію у плівках з відштовхувальною взаємодією, а також так звані орієнтаційні фазові переходи, при яких плівка різко змінює свою орієнтацію відносно підкладки. Його роботами встановлено, що поверхнева дифузія адсорбованих плівок має яскраво виражений фазний характер, і експериментально обґрунтовано новий, так званий солітонний, механізм поверхневої дифузії. Останнім часом А. Г. Наумовець запропонував плідну концепцію самоорганізації для опису розподілу адсорбованих частинок у зоні поверхневої дифузії. Він виявив також ефект електрон- но-стимульованої поверхневої дифузії, дослідив його фізичні механізми і опублікував перший у світовій літературі огляд з цього питання. У надзвичайно перспективній області скануючої тунельної мікроскопії Наумовець запропонував використовувати підкладки з низькою роботою виходу, що значно розширює можливості цього потужного методу у дослідженні великих органічних молекул і інших об'єктів з низькою тунельною прозорістю. В останні роки він і очолюваний ним відділ фізичної електроніки ведуть активні розробки електронних емітерів на основі острівцевих металіч¬них плівок з керованою структурою, а також алмазних і інших діелектричних плівок. Ці роботи мають на меті практичне застосування результатів, нагромаджених при дослідженні фізики поверхневих явищ».
Наумовець відзначає, що розвиток фізики у XX столітті спричинив кардинальні зміни у розвитку цивілізації. Досить назвати здобутки техніки, які були б неможливі без фізичних досліджень, серед них ядерна енергетика, радіо і телебачення, комп'ютер, а останнім часом — Інтернет, лазер, сучасні телекомунікації, авіація та освоєння космосу, чисельні методи медичної діагностики і лікування. Застосування фізичних методів забезпечило видатні успіхи у природничих науках.